# Saggezza della folla
La saggezza della folla (o intelligenza della folla) è una teoria sociologica e statistica secondo la quale, in determinate condizioni, la media delle valutazioni date da una massa di individui inesperti indipendenti sarebbe in grado di fornire una risposta più adeguata e valida di un qualsiasi parere di esperto. Il termine “folla” si riferisce ad un gruppo non necessariamente coeso di individui, che possono anche non conoscersi o non condividere le medesime idee.
Il tema è stato affrontato almeno fin dal 1903 e ripreso nel 2005 dal saggio La saggezza delle folle scritto da James Surowiecki, scrittore statunitense e giornalista del New Yorker.
La teoria della saggezza della folla troverebbe un'applicazione intensa su Internet e, in particolar modo, in molti siti e progetti, come Yahoo! Answers, Quora e Wikipedia, che si fondano su di essa e puntano sul contenuto generato dagli utenti ovvero sulla cosiddetta intelligenza collettiva.

## Criteri di validità
Secondo James Surowiecki ci sono quattro criteri che devono venire rispettati perché la teoria funzioni:
1. Diversità di opinione: ogni persona deve avere un'opinione differente
2. Indipendenza: le opinioni delle persone non devono venire influenzate da quelle altrui
3. Decentralizzazione: nessuno deve essere in grado di pilotarla dall'alto
4. Aggregazione: le opinioni devono poter essere aggregate in modo da ottenere un risultato finale

Secondo la teoria della saggezza della folla:
- Deve essere possibile riassumere in un unico pensiero la moltitudine di pensieri delle persone che fanno parte della folla
- La folla è molto più intelligente della persona più intelligente che ne fa parte.
- Devono venire rispettate le tre condizioni di diversità, indipendenza e decentralizzazione
- Troppa comunicazione può rendere il gruppo meno intelligente
- È necessario che vi sia un sistema di aggregazione dell'informazione
- Non deve esserci il bisogno di interrogare un esperto
- Le migliori decisioni nascono da una discussione
- L'informazione corretta deve essere raggiungibile dalle giuste persone, nel momento giusto e nel luogo giusto.

Lo stesso Surowiecki riconosce all'interno del suo saggio che vi sono dei casi in cui la teoria della saggezza della folla fallisce e la folla dà un giudizio sbagliato. Questo avviene quando le persone si influenzano a vicenda e iniziano a pensare in maniera simile invece che sviluppare le proprie opinioni indipendentemente.

## Gli esperimenti di Treynor e Galton
Il docente di economia Jack Treynor chiese a un gruppo composto da 56 individui di stimare quante caramelle ci fossero all'interno di un barattolo e, quando in seguito fece la media delle risposte ricevute, ottenne un numero che si avvicinava molto di più alla realtà di quanto non lo facessero le risposte, prese singolarmente, degli individui che avevano partecipato all'esperimento. La media delle risposte era infatti 871 e si avvicinava molto al numero di caramelle che il barattolo conteneva realmente: 850. Solo una persona formulò una risposta più accurata della media ottenuta.
L'antropologo Francis Galton dimostrò a una fiera di bestiame che la folla aveva una conoscenza superiore degli esperti chiedendo a questa quale fosse il peso del bue che le stava di fronte. La mediana delle risposte fornite (chiamata da Galton middle-most value) si avvicinava di più alla realtà di quanto non lo facessero le risposte date dagli esperti presenti. I risultati ottenuti sono descritti ed analizzati da Francis Galton in un articolo, Vox Populi, pubblicato per la prima volta nel 1907 dalla rivista Nature.

## Esempi di applicazione

### Internet
Molti degli strumenti più popolari del Web 2.0 sono basati sulla saggezza della folla. Wikipedia è scritta generalmente non da esperti ma principalmente da individui comuni, e il risultato finale viene ottenuto aggregando i loro contributi. Anche Google in parte per l'indicizzazione delle pagine e la loro valutazione si affida a un voto, il PageRank, ottenuto grazie al numero di link entranti verso una determinata pagina: dunque più la folla dà importanza ad una pagina più questa viene ritenuta rilevante da Google.

### Informatica
Il crowdsourcing è un modello di business che si basa sull'affidare lo sviluppo di un progetto ad una massa di individui invece che a pochi esperti qualificati. Sul crowdsourcing è basato il modello open source, usato da diversi software, come Linux e Mozilla Firefox.

### Economia
Un esempio in negativo di saggezza della folla è fornito dalle bolle speculative: le bolle dimostrano che se non vengono rispettati i quattro principi della teoria (diversità di opinione, decentralizzazione, indipendenza e aggregazione) questa fallisce. Le bolle speculative nascono infatti quando gli investitori smettono di riflettere indipendentemente e invece che concentrarsi su quale sia il valore reale di un'azienda pensano a quanto gli altri pensino che un'azienda valga.

## Critiche alla teoria
Il cofondatore di Wikipedia Larry Sanger è scettico che le folle senza essere guidate possano giungere ad un risultato soddisfacente in qualsiasi campo, e per questa ragione nel 2007 ha fondato Citizendium, un'enciclopedia libera analoga a Wikipedia ma supervisionata da esperti, che al 2021 di vita ha prodotto 17,258 voci prima di chiudere per la scarsa produttività di voci.
Anche lo scrittore statunitense Clay Shirky ha ribadito che le grandi idee, l'innovazione e il progresso non possono venire dalla folla ma da una piccola massa organizzata di individui che discutono fra di loro.

### Gustave Le Bon
La teoria si scontra con il saggio Psicologia delle folle scritto dal sociologo francese Gustave Le Bon e pubblicato nel 1895. In quel saggio Gustave Le Bon analizza la folla in maniera totalmente negativa, schierandosi con le minoranze invece che con la massa. Secondo Gustave Le Bon, la folla ha potere distruttivo e non costruttivo (il quale spetta esclusivamente alle minoranze, che sono coloro che guidano il progresso) e l'individuo che ne fa parte abbandona il proprio senso di responsabilità. Le folle inoltre risultano facilmente plasmabili dai leader. 
In Psicologia delle folle Le Bon scriveva:
(Gustave Le Bon)

### Jaron Lanier
Uno dei maggiori critici alla saggezza della folla è l'informatico e saggista statunitense Jaron Lanier, secondo il quale la saggezza della folla può funzionare solo quando alla folla vengono poste domande le cui risposte non richiedono nulla di più articolato di singoli numeri o valori. Lanier vede nella saggezza della folla una manifestazione di quello che lui definisce come "maoismo digitale", ovvero un totalitarismo cibernetico che non solo nega la specificità della persona ma nel tentativo di ridurre l'importanza dell'individuo prova a sostituire ad esso le macchine.
I problemi che la teoria della saggezza della folla porta con sé vengono elencati da Lanier in un articolo apparso sulla rivista statunitense Edge e nel saggio pubblicato nel 2010 Tu non sei un gadget in cui analizza e critica soprattutto Wikipedia, Linux e l'idea che il prodotto di una massa di individui sia migliore del prodotto del singolo. Viene criticata in particolare modo la tesi che più la massa di persone che collaborano ad un progetto è ampia più gli errori interni a questo sono limitati:
(Jaron Lanier, You Are Not a Gadget: a Manifesto, 2010)
Secondo Lanier la teoria della saggezza della folla può funzionare bene fino a quando viene limitata alla cultura popolare, che Wikipedia sa sicuramente bene interpretare, ma fallisce nel momento in cui viene applicata a campi scientifici nei quali occorre rigore ed alta competenza. L'innovazione e la scienza secondo Jaron Lanier sono guidate da esperti ed intellettuali e non possono essere portate avanti da una massa di individui.